# Kenny Robertson
Kenny Robertson (East Peoria, 14 de fevereiro de 1984) é um lutador norte-americano de artes marciais mistas, atualmente compete no Peso Meio Médio do Ultimate Fighting Championship.

## Antes do MMA
Robertson se destacou no wrestling, onde ele se classificou quatro vezes para o NCAA Division I pela Eastern Illinois University. Enquanto competia pelo Panthers ele foi quatro vezes finalista da conferência do oeste. Ele ficou em segundo no calouros e no segundo ano em 2004 e 2005, e então ganhou o título como júnior e sênior em 2006 e 2007. Como júnior em 2006, ele estava a uma luta de se tornar All American no NCAA. Seu último ano foi o último ano que a Eastern Illinois University patrocinou um programa de wrestling, fazendo Robertson ser o último classificado para a NCAA que a escola teve.

## Artes Marciais Mistas

### Começo da carreira
Robertson conseguiu o cartel de 10-0 no MMA profissional antes de assinar com o UFC, incluindo uma vitória por finalização sobre o participante do TUF John Kolosci no Bellator 25.

### Ultimate Fighting Championship
Roberson era esperado para fazer sua estréia no UFC contra o também invicto, Pascal Krauss em 13 de Novembro de 2010, no UFC 122. No entanto, Robertson foi forçado a se retirar da luta com uma lesão e foi substituído por Mark Scanlon.
Robertson eventualmente fez sua estréia no UFC em 5 de Fevereiro de 2011 no UFC 126, perdendo para Mike Pierce por nocaute técnico no segundo round. Após a derrota, Robertson foi demitido pela promoção.

### Pós UFC
Robertson fez sua primeira luta após o UFC contra o também veterano do UFC Lucio Linhares em 1 de Outubro de 2011. Ele venceu a luta por nocaute com um soco rodado no primeiro round.

### Retorno ao UFC
Robertson fez seu retorno ao UFC contra Aaron Simpson em 11 de Julho de 2012 no UFC on Fuel TV: Muñoz vs. Weidman, substituindo o lesionado Jon Fitch. Ele perdeu a luta por decisão unânime (30-27, 29-28, 29-28).
Robertson derrotou Brock Jardine em 23 de Fevereiro de 2013, no UFC 157. Ele venceu a luta no primeiro round após aplicar uma chave de perna enquanto estava nas pernas. A finalização ganhou o prêmio de Finalização da Noite. O "kickstand" aplica uma pressão ao tendão do oponente por segurar o tornozelo e hiperextendendo o joelho.
Robertson enfrentou Sean Pierson em 15 de Junho de 2013 no UFC 161. Pierson derrotou Robertson por decisão majoritária.
Robertson era esperado para enfrentar João Zeferino em 4 de Setembro de 2013 no UFC Fight Night: Teixeira vs. Bader. No entanto, Robertson se retirou da luta com uma lesão e foi substituído pelo estreante Elias Silvério.
Robertson enfrentou Thiago Perpétuo em 23 de Março de 2014 no UFC Fight Night: Shogun vs. Henderson II. Ele venceu por finalização no primeiro round.
Robertson foi brevemente ligado a uma luta com Zak Cummings em 16 de Julho de 2014 no UFC Fight Night: Cerrone vs. Miller. No entanto, Cummings foi retirado do card para enfrentar Gunnar Nelson dias depois no UFC Fight Night: McGregor vs. Brandão após seu oponente Ryan LaFlare ser removido do card. Posteriormente, Robertson enfim enfrentou Ildemar Alcântara em 5 de Julho de 2014 no UFC 175. Ele venceu a luta por decisão unânime.
Robertson enfrentou Sultan Aliev em 24 de Janeiro de 2015 no UFC on Fox: Gustafsson vs. Johnson e o derrotou por nocaute técnico no primeiro round. Ele também ganhou um bônus de US$50,000 pela Performance da Noite.
Robertson era esperado para enfrentar George Sullivan em 18 de Abril de 2015 no UFC on Fox: Machida vs. Rockhold. No entanto, uma lesão tirou Robertson do evento, e foi substituído por Tim Means.
Robertson enfrentou Ben Saunders em 25 de Julho de 2015 no UFC on Fox: Dillashaw vs. Barão II. Ele foi derrotado por decisão dividida, em uma luta muito equilibrada.

## Títulos
- Ultimate Fighting Championship
  - Finalização da Noite (Uma vez)

## Cartel no MMA
| Cartel no MMA   |             |            |
| 20 lutas        | 15 vitórias | 5 derrotas |
| Por nocaute     | 7           | 1          |
| Por finalização | 6           | 0          |
| Por decisão     | 2           | 4          |

| Res.    | Cartel | Oponente           | Método                                          | Evento                                   | Data       | Round | Tempo | Local                | Notas                 |
| ------- | ------ | ------------------ | ----------------------------------------------- | ---------------------------------------- | ---------- | ----- | ----- | -------------------- | --------------------- |
| Derrota | 15-5   | Roan Carneiro      | Decisão (dividida)                              | UFC Fight Night: Poirier vs. Johnson     | 17/09/2016 | 3     | 5:00  | Hidalgo, Texas       |                       |
| Derrota | 15-4   | Ben Saunders       | Decisão (dividida)                              | UFC on Fox: Dillashaw vs. Barão II       | 25/07/2015 | 3     | 5:00  | Chicago, Illinois    |                       |
| Vitória | 15-3   | Sultan Aliev       | Nocaute Técnico (socos)                         | UFC on Fox: Gustafsson vs. Johnson       | 24/01/2015 | 1     | 2:42  | Estocolmo            | Performance da Noite. |
| Vitória | 14–3   | Ildemar Alcântara  | Decisão (unânime)                               | UFC 175                                  | 05/07/2014 | 3     | 5:00  | Las Vegas, Nevada    |                       |
| Vitória | 13–3   | Thiago Perpétuo    | Finalização (mata leão)                         | UFC Fight Night: Shogun vs. Henderson II | 23/03/2014 | 1     | 1:45  | Natal                |                       |
| Derrota | 12–3   | Sean Pierson       | Decisão (majoritária)                           | UFC 161                                  | 15/06/2013 | 3     | 5:00  | Winnipeg, Manitoba   |                       |
| Vitória | 12–2   | Brock Jardine      | Finalização Verbal (chave de joelho modificada) | UFC 157                                  | 23/02/2013 | 1     | 2:57  | Anaheim, California  | Finalização da Noite. |
| Derrota | 11–2   | Aaron Simpson      | Decisão (unânime)                               | UFC on Fuel TV: Muñoz vs. Weidman        | 11/07/2012 | 3     | 5:00  | San Jose, California |                       |
| Vitória | 11–1   | Lucio Linhares     | Nocaute (soco rodado)                           | Fight Festival 31                        | 01/10/2011 | 1     | 4:44  | Uusimaa              |                       |
| Derrota | 10–1   | Mike Pierce        | Nocaute Técnico (socos)                         | UFC 126                                  | 05/02/2011 | 2     | 0:29  | Las Vegas, Nevada    |                       |
| Vitória | 10–0   | John Kolosci       | Finalização (americana)                         | Bellator 25                              | 19/08/2010 | 2     | 0:57  | Chicago, Illinois    |                       |
| Vitória | 9–0    | Igor Almeida       | Nocaute Técnico (socos)                         | Maximo Fighting Championship             | 30/04/2010 | 2     | 0:50  | San Juan             |                       |
| Vitória | 8–0    | Gerald Meerschaert | Finalização (chave de joelho)                   | Madtown Throwdown 19                     | 02/05/2009 | 1     | 3:15  | Madison, Wisconsin   |                       |
| Vitória | 7–0    | LeVon Maynard      | Decisão (unânime)                               | C3 - Domination                          | 22/11/2008 | 3     | 5:00  | Hammond, Indiana     |                       |
| Vitória | 6–0    | Roy Timmons        | Nocaute Técnico (socos)                         | Cage Rage - Kokomo                       | 09/08/2008 | 1     | 1:51  | Kokomo, Indiana      |                       |
| Vitória | 5–0    | Herbert Goodman    | Finalização (chave de braço)                    | Combat USA - Battle in the Bay 7         | 30/05/2008 | 3     | N/A   | Green Bay, Wisconsin |                       |
| Vitória | 4–0    | Brady Gillian      | Finalização (chave de braço)                    | Cage Rage - Lafayette                    | 03/05/2008 | 1     | 0:55  | Lafayette, Indiana   |                       |
| Vitória | 3–0    | AJ Skiba           | Nocaute Técnico (socos)                         | C3 - Corral Combat Classic 2             | 26/04/2008 | 1     | 3:18  | Hammond, Indiana     |                       |
| Vitória | 2–0    | Jay Finnegan       | Nocaute Técnico (socos)                         | Cage Rage - Lafayette                    | 22/03/2008 | 1     | 0:53  | Lafayette, Indiana   |                       |
| Vitória | 1–0    | Joe Bryant         | Nocaute Técnico (socos)                         | Cage Rage - Lafayette                    | 22/03/2008 | 1     | 0:23  | Lafayette, Indiana   |                       |